# Lascăr Catargiu

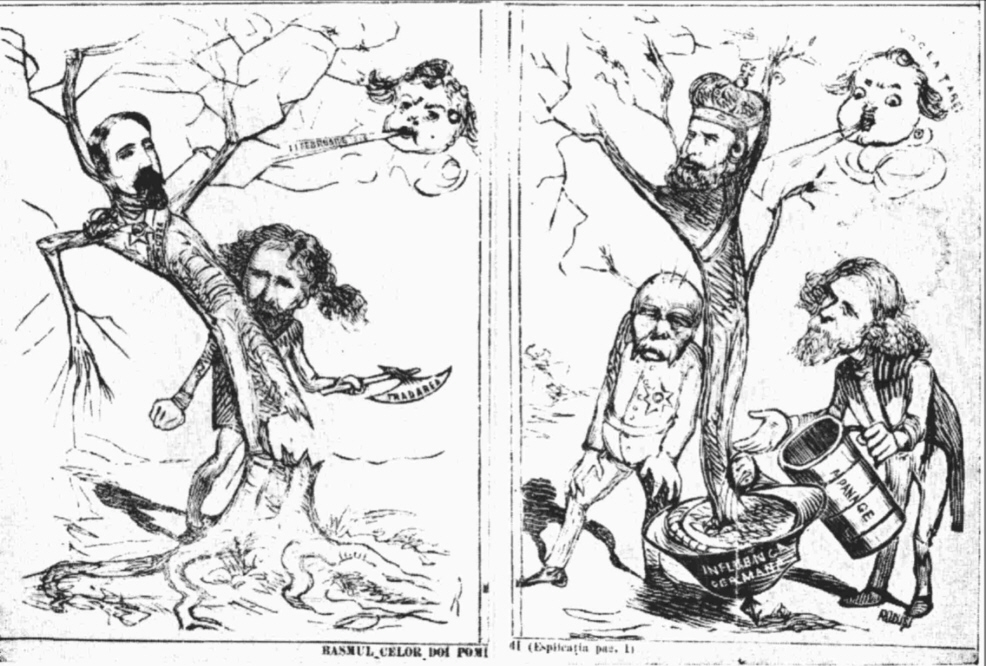
Karykatura antydynastyczna, opublikowana w „Ghimpele” w 1872 r. Lewy obrazek: Aleksander Jan Cuza zdradzony przez Iona Brătianu; prawy obrazek: Karol I, wspierany przez Ottona von Bismarcka i Brătianu, umacnia niemieckie wpływy i przywileje.

Lascăr Catargiu (ur. 1 listopada 1823, zm. 11 kwietnia 1899) – rumuński konserwatywny polityk urodzony w Mołdawii. Należał do starego wołoskiego rodu, którego członkowie zostali wygnani w XVII wieku przez księcia Mateusza Basaraba i osiedli w Mołdawii.

## Życiorys
Pod rządami księcia Mołdawii Grigore Ghicy (w latach 1849–1856), Catargiu był prefektem policji w Iași. W 1857 roku został członkiem komisji ad hoc, wyłonionej zgodnie z postanowieniami traktatu paryskiego z 1856 roku, w celu głosowania nad unią Mołdawii i Wołoszczyzny. Jego mocno konserwatywne zapatrywania, zwłaszcza na kwestię reformy rolnej, spowodowały, iż konserwatyści wsparli go jako kandydata do objęcia rumuńskiego tronu w 1859 roku.
W czasie rządów Domnitora Aleksandra Jana Cuzy (1859–1866), Catargiu był jednym z liderów opozycji, w tym czasie otrzymywał duże wsparcie od spokrewnionego z nim Barbu Catargiu, znanego dziennikarza i polityka, który został zamordowany w Bukareszcie 20 czerwca 1862 roku. Lascăr Catargiu wziął także udział w tzw. Monstrualnej Koalicji, która obaliła Cuzę, a po akcesji Domnitora Karola I w maju 1866, został przewodniczącym rady ministrów. Jednak nie potrafił współpracować ze swoimi liberalnymi kolegami, Ionem Brătianu i C.A. Rosettim, w wyniku czego zrezygnował z pełnionej funkcji w lipcu.
Po ośmiu innych zmianach ministerialnych, w wyniku kulminacji antydynastycznej agitacji w latach 1870–1871 (sprowokowanej przez liberałów w kontekście wojny francusko-pruskiej), Catargiu utworzył stabilny konserwatywny gabinet, który przetrwał do 1876 roku. Jego polityka, odrzucająca przemoc i przywracająca popularność monarchii uważana była za niepatriotyczną i reakcyjną przez liberałów.
Catargiu pozostawał w opozycji po upadku swego rządu do 1889 roku, kiedy stworzył ponownie gabinet, obejmując także tekę ministra spraw wewnętrznych. Jednak jego gabinet upadł po siedmiu miesiącach. W rządzie Iona Emanuela Florescu (marzec 1891) był także ministrem spraw wewnętrznych, ale już w grudniu 1891 został ponownie premierem, zachowując swe stanowisko do 1895 roku. W tym czasie jego rząd przeprowadził szereg ważnych reform, głównie finansowych i handlowych. Zmarł w Bukareszcie.